# Slečna Pettigrewová začíná žít
Slečna Pettigrewová začíná žít je humoristický román britské spisovatelky Winifred Watsonové, jenž vyšel poprvé v roce 1938 v nakladatelství Methuen & Co. Román vypráví o neobvyklém setkání a překvapujících událostech, které změní život hlavní hrdinky. Příběh se odehrává během jediného dne, který je plný zvratů a komických situací. V roce 2008 byl román zfilmován.

## Děj
Guinevere Pettigrewová je vychovatelka středního věku, která se ocitne ve svízelné situaci a hrozí jí chudoba. Příběh začíná, když slečna Pettigrewová dostane možnost nového zaměstnání u bohaté zpěvačky Delysii LaFosseové, která hledá chůvu. Nicméně, jakmile Pettigrewová dorazí, je přivítána zmatenou LaFosseovovou, která si myslí, že je to její nová služka. Ihned při příchodu do jejího luxusního bytu ji žádá o pomoc s vyhazovem svého milence Philla. Pettigrewová začne předstírat, že je tam kvůli spodnímu prádlu pro slečnu LaFosseovou a opravdu se jí povede svým hereckým výkonem Philla vyhodit. Na to jí ale LaFosseová vysvětluje, že každou chvíli může přijít další milenec, nebezpečný Nick Calderelli, který byt vlastní a kterého má slečna Pettigrewová také za úkol dostat pryč. Během dne vyplývá na povrch, že má slečna LaFosseová komplikovaný vztah hned s několika muži. Slečna Pettigrewová se jí snaží pomáhat, a tak se setkává s dalšími lidmi, včetně Edythe, která právě přišla o snoubence Tonyho a potřebuje ho získat zpátky.
Pořádá se tedy večírek, během kterého se Pettigrewová opije a je k Tonymu nevlídná, i přes to ho skoro omylem přesvědčí, aby se usmířil s Edythe. LaFosseová a Pettigrewová odcházejí do klubu, kde LaFosseová zpívá. Slečna Pettigrewová naváže kontakt s Joe Blomfieldem, svobodným mužem, který se zbohatl díky návrhům korzetů pro ženy. LaFosseová sedí s Michalem, když ji Nick žádá o tanec, a tak dojde mezi muži ke konfliktu, v tom nastupuje opět slečna Pettigrewová, díky které Nick ustoupí. Rychle opouštějí noční bar a slečna Pettigrewová se Joeovi svěřuje, že navzdory zdání je ve skutečnosti chudá vychovatelka, ale to na Joeových citech nic nemění.
Mezitím se LeFosseová a Michael rozhodnou vzít se. Plánují koupit velký dům a ptají se slečny Pettigrewové, zda by u nich nechtěla žít jako jejich hospodyně. Nadšená souhlasí a ještě více se raduje, když slyší, že ji Joe ráno vyzvedne. Příběh končí s nadějí a radostí, když si slečna Pettigrewová uvědomuje, že má nápadníka.

## Přijetí díla a interpretace
Román Slečna Pettigrewová začíná žít byl dokončen v roce 1935, nakladatelství jej ale odmítlo, jelikož do té doby psala Watsonová pouze ženské romány z venkovského prostředí a toto dílo se zdálo poněkud nemravné. Po vydání několika dalších knih nakladatelství ustoupilo a v říjnu 1938 mohl tento román vyjít. Po vydání měl ohromný úspěch, získal si popularitu díky svému lehkému tónu, originálním postavám a pozitivnímu sdělení. Příběh nabízí poselství o přijímání změn a objevování sebe sama, a to i v pozdním věku. Slečna Pettigrewová prochází vývojem a osvobozuje se z utlačujících konvencí, což ji umožňuje najít nové možnosti a sílu ve svém vlastním životě. Zároveň reflektuje dobové společenské normy a genderové role, ačkoli s lehkostí a humorem. Román byl ihned přeložen do francouzštiny nebo němčiny. Do českého jazyka jej přeložila Věra Kotábová.
Styl psaní je lehký a poutavý, s jemným humorem a vtipnými dialogy, čtenáře vtahuje do příběhu plného zvratů a romantiky. Díky svému humornému a nekonvenčnímu přístupu oslovuje široké spektrum čtenářů a stále si udržuje popularitu. Zaměřuje se na popis výstředních postav a elegantního prostředí, které kontrastuje s životem běžného člověka.

## Adaptace
Román byl v roce 2008 zfilmován režisérem Bharatem Nallurim. Ve filmu Velký den slečny Pettigrewové (anglicky Miss Pettigrew Lives for a Day) se v hlavní roli objevila Frances McDormandová jako slečna Pettigrewová, Amy Adamsová jako Delysia Lafosseová.